# Cerquita de mí
«Cerquita de mí» es el sencillo debut del cantautor peruano Patrick Romantik, estrenado en 2019.Fue lanzado por Sony Music Latin como el primer sencillo de Romantik como artista principal luego de colaborar y componer la canción «Mi suegra» en 2018, interpretada por Maricarmen Marín. En noviembre de 2019 se lanzó una versión remix de la canción con la participación de la cantante Leslie Shaw.

## Antecedentes y lanzamiento
La canción fue lanzada por Sony Music Latin el 11 de febrero de 2019.[cita requerida] Recibió atención por ser el sencillo debut de Romantik para él mismo luego de escribir y producir grandes éxitos para otros artistas como «Lindo pero bruto» de Thalía y Lali Espósito, «Duele el corazón» de Enrique Iglesias y Wisin, y «Mayores» de Becky G y Bad Bunny. Para el remix, Sony Music sugirió que Romantik a colaborar con un artista diferente, pero como es buen amigo de su compatriota Leslie Shaw y ambos están firmados con el mismo sello, le pidió que fuera ella con quien colaborara para el remix. Esta versión fue lanzada como especial del Día de la Madre en Perú.

## Video musical
El video musical fue lanzado el mismo día que la canción. Presenta a Romantik en una fiesta jugando ping pong con sus amigos y luego bailando mientras coquetea con una chica. El video musical del remix urbano de Leslie Shaw salió el mismo día que la canción y presenta a Romantik y Shaw grabando la canción en el estudio.

## Gráficos

### Gráficos semanales
| Gráfico (2020)            | Posición |
| ------------------------- | -------- |
| Perú Pop (Monitor Latino) | 4        |

### Gráficos de fin de año
| Gráfico (2020)            | Posición |
| ------------------------- | -------- |
| Perú Pop (Monitor Latino) | 24       |

| Gráfico (2021)            | Posición |
| ------------------------- | -------- |
| Perú Pop (Monitor Latino) | 54       |